# 336 aC
El 336 aC va ser un any del calendari romà prejulià. En temps de la República i de l'Imperi Romà, era conegut com a any del consolat de Cras i Duïli (o, més rarament, any 418 ab urbe condita o de la Fundació de Roma). L'ús del nom «336 aC» per referir-se a aquest any es remunta a l'alta edat mitjana, quan el sistema Anno Domini va ser el mètode de numeració dels anys més comú a Europa.

## Esdeveniments

### Àsia Menor
- Darios III pren possessió del tron. És el darrer rei de la dinastia aquemènida, ja que el Regne de Macedònia va envair el país.[2]

### Antiga Grècia
- Parmenió i Àtal, generals macedonis, van a l'Àsia Menor enviats per Filip II de Macedònia, per fer la guerra contra l'Imperi Aquemènida tal com havia decidit la Lliga de Corint. Conquereixen les ciutats gregues de l'Àsia Menor sota domini persa, des de Troia al riu Madraios, quan Filip II és assassinat i aturen la guerra. Parmenió és favorable a Alexandre el Gran i Àtal s'hi oposa. Alexandre envia a l'Àsia Menor a Hecateu perquè el detingui o el mati.[3]
- Alexandre el Gran succeeix al seu pare amb només vint anys. Quan es coneix la mort de Filip II de Macedònia es revolten molts estats, com ara Tebes, Atenes, Tessàlia i les tribus tràcies al nord de Macedònia. Alexandre respon ràpidament, encara que els seus consellers li diuen que utilitzi la diplomàcia. Alexandre reuneix la cavalleria i es dirigeix a Tessàlia. Els tessalis es rendeixen i Alexandre baixa al Peloponnès. S'atura a les Termòpiles, on la Lliga Amficciònica el reconeix com a rei.[4]

### Antiga Roma
- Aquest any, Luci Papiri Cras i Cesó Duïli són elegits cònsols romans.[5]
- Els dos cònsols fan la guerra als ausonis, que són vençuts l'any següent (335 aC), i ataquen la ciutat de Cales.

## Necrològiques
- Filip II de Macedònia mor assassinat. Pausànies d'Orèstia, un militar macedoni, de la casa reial dels orestes, un dels somatofílacs (guàrdia personal) del rei, al segon dia del festival celebrat a Eges pel casament de la filla de Filip, Cleòpatra, amb Alexandre I de l'Epir, l'ataca amb una espasa i el mata. S'escapa cap a les portes de la ciutat on l'esperen uns cavalls, però perseguit per altres oficials del rei és atrapat i mort.[6]
- Arses de Pèrsia. Era el fill més jove de Artaxerxes III. El visir Bagoes l'havia instal·lat al tron de Pèrsia, mentre ell governava a l'ombra. Quan Bagoes sospita d'un intent d'assassinar-lo mata a Arses i a la seva família i instal·la al tron a Darios III.[2]